# Desfile do Dia da Vitória em Moscou de 1985

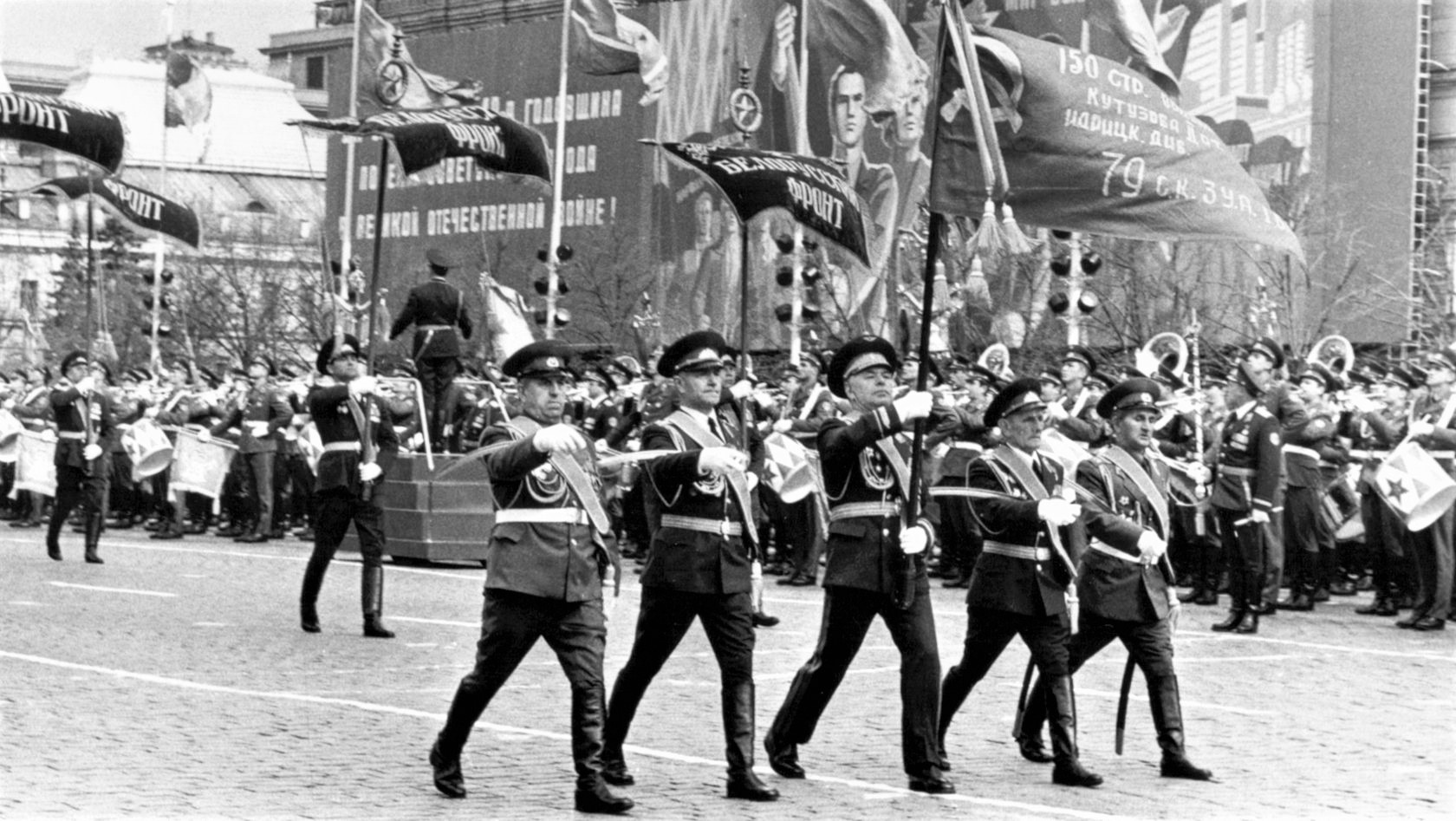
Nikolai Skomorokhov e uma guarda de veteranos marchando com a Bandeira da Vitória na Praça Vermelha.

O Desfile do Dia da Vitória de Moscou de 1985 (russo:  Парад Победы, tr. Parad Pobedy) ocorreu em 9 de maio de 1985 na Praça Vermelha em Moscou celebrando o 40º aniversário da Vitória na Europa. O desfile marcou a vitória da União Soviética na Grande Guerra Patriótica sobre a Alemanha Nazista. Foi o primeiro desfile desde o realizado em 1965, além de ser o terceiro de quatro desfiles do Dia da Vitória que foram realizados durante a existência da União Soviética.
Antes de 1965, o Dia da Vitória não era um feriado muito importante e não eram realizados desfiles para comemorar a vitória soviética, com exceção do Desfile do Dia da Vitória realizado em 1945. O Desfile da Vitória de 1985 foi o terceiro realizado depois do desfile de 1945 e do desfile de 1965. Logo após este desfile, o próximo seria realizado 5 anos mais tarde, em 1990.
O desfile foi observado pelos líderes soviéticos do Mausoléu de Lenin. As principais figuras políticas presentes naquele dia que assistiram o desfile foram o Secretário-Geral Mikhail Gorbachev, o Ministro da Defesa e inspetor do desfie, Marechal Sergei Sokolov, entre outros. O desfile foi comandado pelo General do Exército e Comandante Geral do Exército do Distrito Militar de Moscou, Pyotr Lushev, aquele foi seu último grande desfile nacional nessa função. Durante o desfile, veteranos de guerra soviéticos marcharam na Praça Vermelha pela primeira vez, a próxima vez foi em 1990.

## Ordem completa do desfile
Seguindo a limusine que transportou o General do Exército Lushev, o desfile passou pela Praça Vermelha na seguinte ordem: 
Bandas Militares
- Bandas militares em massa do Distrito Militar de Moscou

#### Coluna de solo

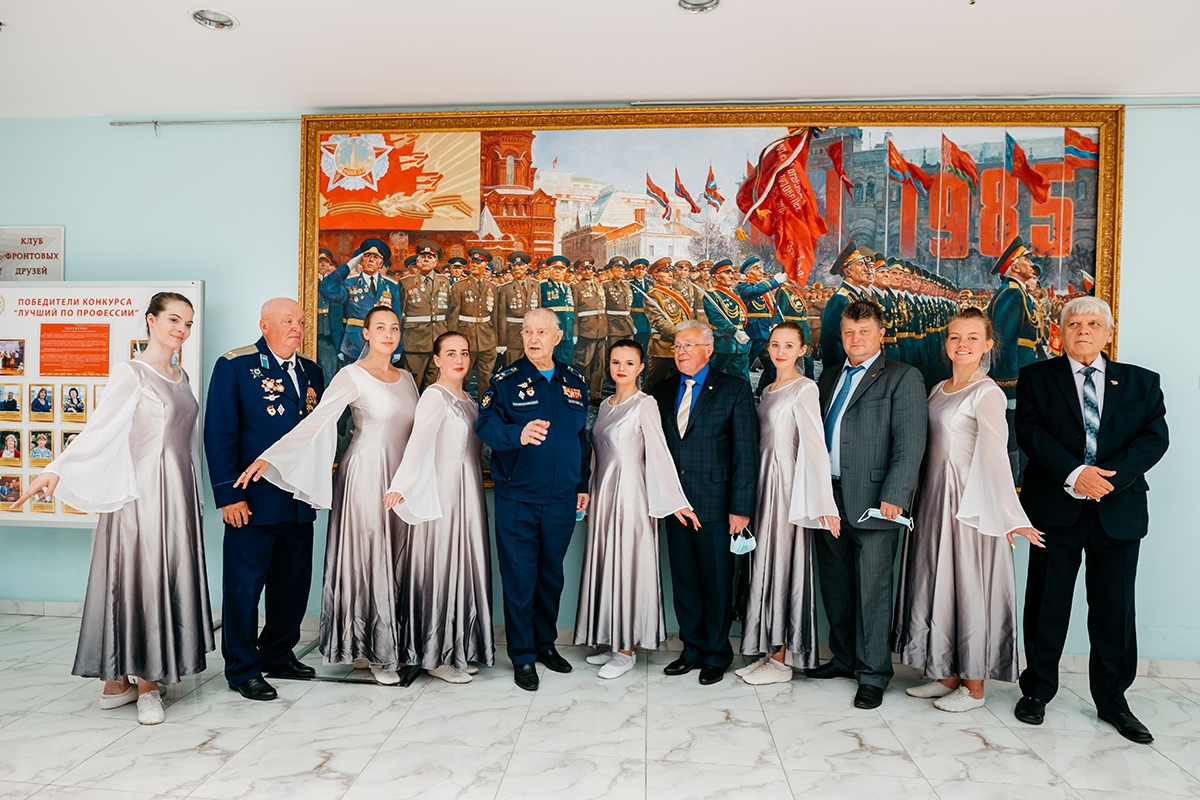
Veteranos da Força Aérea Soviética em frente a uma pintura representando pelotões de veteranos do desfile de 1985.

- Corpo de tambores do Colégio Militar de Música de Moscou
- Guarda de cor da Bandeira da Vitória
- Estandartes das frentes
- Batalhões de guardas cores, regimentais, de brigada e de divisão do Exército Soviético
- Regimento de Veteranos
  - Heróis da União Soviética
  - Possuidores da Ordem da Glória
  - Veteranos participantes do Desfile da Vitória de 1945
  - Veteranos do Exército Popular Polonês (1ª Divisão de Infantaria Polonesa)[5]
  - Veteranos do Exército Popular da Checoslováquia (1° Corpo da Checoslováquia)[5]
  - Partidários
  - Civis condecorados com a Ordem da Glória do Trabalho
- Regimento histórico
- Academia Militar M. V. Frunze
- Academia Militar Política VI Lenin
- Academia de Artilharia Militar "Felix Dzerzhinsky"
- Academia Militar de Forças Blindadas de Malinovsky
- Academia de Engenharia Militar
- Academia Militar de Defesa e Controle Químico
- Academia da Força Aérea Yuri Gagarin
- Academia Zhukovsky de Engenharia da Força Aérea
- Colégio Naval M.V. Frunze
- 98ª Divisão de Guardas
- Instituto de Guardas de Fronteira de Moscou das Forças de Defesa de Fronteira da KGB "Conselho Municipal de Moscou"
- 366ª Brigada de Guardas da Marinha da Frota do Báltico
- OMSDON Ind. Divisão Motorizada das Tropas Internas do Ministério de Assuntos Internos da URSS "Felix Dzerzhinsky"
- Escola Militar Suvorov
- Escola Naval Nakhimov
- Escola de Treinamento de Alto Comando Militar de Moscou "Soviete Supremo da RSFS da Rússia"

Coluna móvel
- Segmento histórico
  - GAZ-67B
  - T-34[6]
  - SU-100
  - SU-76
  - 53-K
  - ML-20
  - M-30
  - B-4
  - A-19
  - Lançador de foguetes Katyusha (BM-13Ns)
  - 61-K
  - 52-K
- 2ª Divisão de Rifles Motorizados da Guarda Tamanskaya
  - BRDM-2
  - BTR-70
  - BMP-2
- 98ª Divisão de Guardas
  - BMD-1
- 4ª Divisão de Tanques de Guarda Kantermirovsky
  - T-72
  - T-80
- Forças de foguetes e artilharia de campanha
  - BM-21 Grad
  - 2S1 Gvozdika
  - 2S3 Akatsiya
  - 2K12 Kub
  - 9K52 Luna-M
  - SS-1 Scud

## Música
A música cerimonial do desfile foi fornecida pelas bandas do Distrito Militar de Moscou, sob a direção do Major General Nikolay Mikhailov.
Inspeção e endereço
1. Jubileu Marcha Lenta "25 Anos do Exército Vermelho" (Юбилейный встречный марш "25 лет РККА) por Semyon Tchenertsky
2. Marcha Lenta dos Tanquistas (Встречный Марш Танкистов) por Semyon Tchenertsky
3. Marcha Lenta dos Guardas da Marinha (Гвардейский Встречный Марш Военно-Морского Флота) por Nikolai Pavlocich Ivanov-Radkevich
4. Marcha Lenta das Escolas de Oficiais (Встречный Марш офицерских училищ) por Semyon Tchernetsky
5. Marcha Lenta Vitória (Встречный Марш «Победа») por Yuriy Griboyedov
6. Marcha Lenta das Escolas de Oficiais (Встречный Марш офицерских училищ) por Semyon Tchernetsky
7. Marcha Lenta (Встречный Марш) por Dmitry Pertsev
8. Marcha Lenta do Exército Vermelho (Встречный Марш Красной Армии) por Semyon Tchernetsky
9. Marcha Lenta (Встречный Марш) por Severian Ganichev
10. Marcha Lenta Vitória (Встречный Марш «Победа») por Yuriy Griboyedov
11. Marcha Lenta dos Guardas da Marinha (Гвардейский Встречный Марш Военно-Морского Флота) por Nikolai Pavlocich Ivanov-Radkevich
12. Marcha Lenta (Встречный Марш) por Viktor Sergeyebich Runov
13. Glória (Славься) por Mikhail Glinka
14. Sinalize para todos, ouçam! (Сигнал «Слушайте все!») por compositor desconhecido
15. Hino Estatal da União Soviética (Государственный Гимн Советского Союза) por Alexander Alexandrov
16. Fanfarra (Фанфара)

Coluna de Infantaria
1. Viva o Nosso Estado (Да здравствует наша держава) por Boris Alexandrov
2. Guerra Sagrada (Священная война) por Alexandr Alexandrov
3. A Despedida da Eslava (Прощание Славянки) por Vasiliy Agapkin
4. Dia da Vitória (День Победы) por David Fyodorovich Tukhmanov
5. Em Defesa da Pátria (В защиту Родины) ,por Viktor Sergeyevich Runov
6. Em Guarda pela Paz (На страже Мира) por Boris Alexandrovich Diev
7. Marcha de Combate (Строевой Марш) por Dmitry Illarionovich Pertsev
8. Marcha dos Aviadores (Авиамарш) por Yuliy Abramovich Khait
9. Leningrado (Ленинград) por Viktor Sergeyeich Runov
10. Nós Somos o Exército do Povo (Мы Армия Народа) por Georgy Viktorovich Mavsesyan
11. Marcha Esportiva (Спортивный Марш) por Valentin Volkov
12. Dia da Vitória (День Победы) por David Fyodorovich Tukhmanov
13. Viva o Nosso Estado (Да здравствует наша держава) por Boris Alexandrov

Coluna Móvel
1. Marcha Vitoriosa (Победный Марш) por Nikolai Pavlocich Ivanov-Radkevich
2. Saudação a Moscou (Салют Москвы) por Semyon Tchernetsky
3. Defensores de Moscou (Защитников Москвы) por Boris Alexandrovich Mokroysov
4. A Despedida da Eslava (Прощание Славянки) por Vasiliy Agapkin
5. Marcha desconhecida
6. Marcha dos Guardas Pessoal de Morteiros Марш (Гвардейцев-миномётчиков) por Semyon Tchernetsky
7. Marcha dos Tanquistas (Марш Танкистов) por Semyon Tchernetsky

Conclusão
1. Invencível e Lendário (Несокрушимая и легендарная) por Alexander Alexandrov
2. Dia da Vitória (День Победы) por David Fyodorovich Tukhmanov
3. Invencível e lendário (Несокрушимая и легендарная) por Alexander Alexandrov